# Megalactis comatus
Megalactis comatus is een zeeanemonensoort uit de familie Actinodendronidae.
Megalactis comatus is voor het eerst wetenschappelijk beschreven door Adealan & Fauntin in 2004.